# Innungskrankenkasse

Logo der IKK

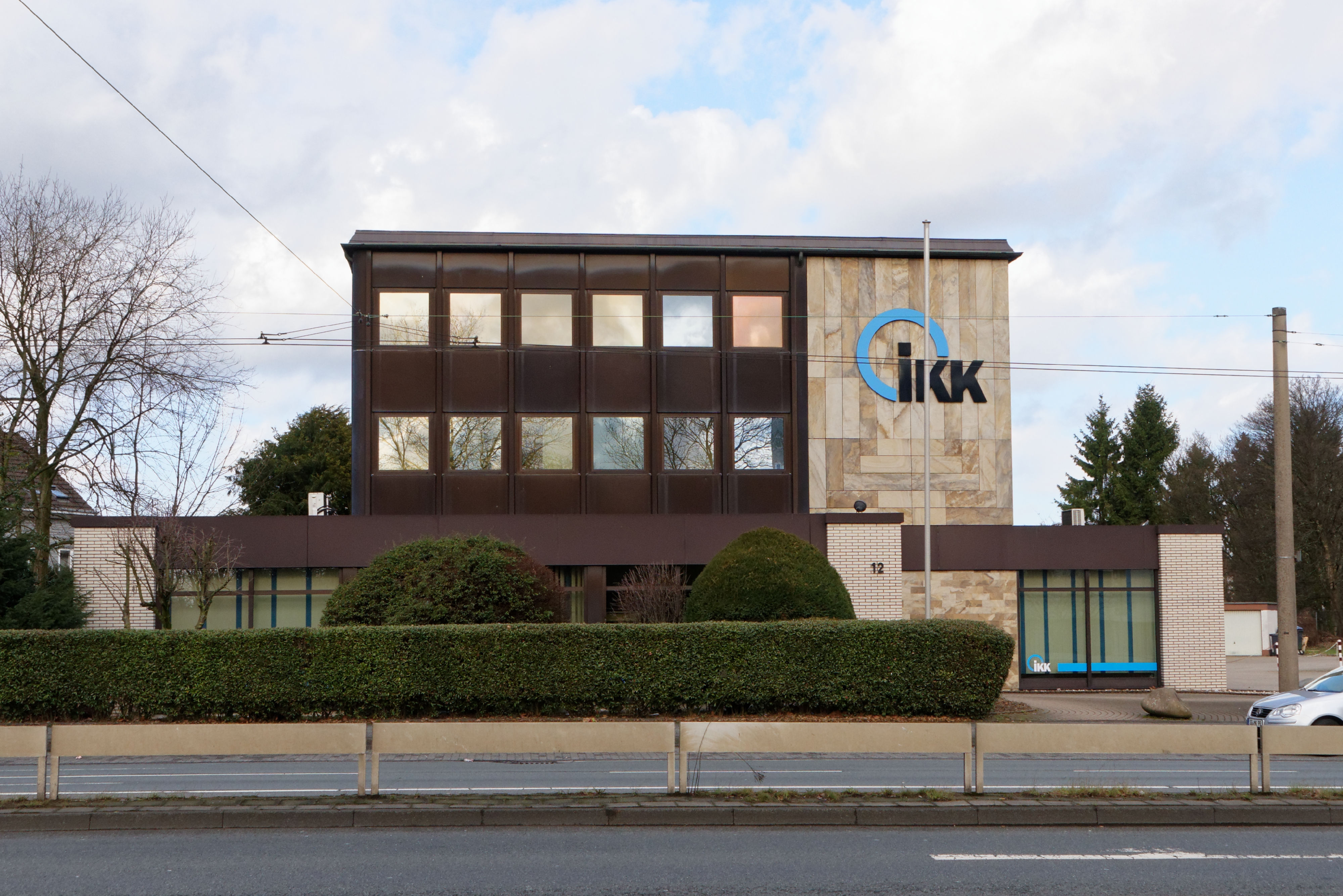
IKK in Solingen

Eine Innungskrankenkasse (IKK) ist ein Träger der gesetzlichen Krankenversicherung (GKV) in Deutschland. Meist sind deren Versicherte historisch bedingt Handwerker, auch wenn inzwischen jede IKK für alle Versicherten geöffnet ist.

## Geschichte
Die meisten Innungskrankenkassen entwickelten sich aus Gesellenbruderschaften, selbstständigen Gesellenorganisationen, die neben gewerkschaftlichen Aufgaben auch Funktionen einer Krankenkasse übernahmen. Mit der Einführung der gesetzlichen Krankenversicherung im Jahr 1883 durch Reichskanzler Otto von Bismarck übernahmen sie Aufgaben der nun gesetzlichen Krankenkassen. Ab 1892 wurden die Innungskrankenkassen per Gesetz Zuweisungskassen. Die Innungen hatten die Möglichkeit, sich einer Innungskrankenkasse als Trägerinnung anzuschließen. Gehörte ein Betrieb einer solchen Trägerinnung an, wurden die dort beschäftigten Mitarbeiter automatisch auch Mitglieder der Innungskrankenkasse. Für die meisten Regionen in Deutschland gab es Innungskrankenkassen, die von mehreren Innungen getragen wurden.
Dieses Prinzip wurde 1996 durch die Möglichkeit der Öffnung der Krankenkassen ausgesetzt. Die meisten Innungskrankenkassen sind seither zu Landeskassen fusioniert worden, sodass inzwischen nur noch sechs Innungskrankenkassen bestehen (zum Vergleich: im Jahre 1994 waren es etwa 150 Innungskrankenkassen bundesweit). Alle Innungskrankenkassen haben sich durch Beschluss der Selbstverwaltung für alle Personen geöffnet und sind nun für jedermann frei wählbar. Allerdings sind einige Innungskrankenkassen nur für bestimmte Bundesländer geöffnet, sodass nur dort wohnende oder arbeitende Personen Mitglied der jeweiligen Innungskrankenkasse werden können.
Nachfolgende Grafik zeigt die Minderung der Anzahl der Innungskrankenkassen von 1995 bis 2021:

## Struktur
Die Innungskrankenkassen sind selbstverwaltete Körperschaften des öffentlichen Rechts. Der Verwaltungsrat ist paritätisch mit Versicherten- und Arbeitgebervertretern besetzt, während die vom Verwaltungsrat gewählten Vorstände der IKKn die laufenden Geschäfte führen. Einige der IKKs agieren überregional für zwei oder mehrere Regionen bzw. national. Neben der klassischen Organisationsstruktur mit Geschäftsstellen gab es eine Direkt-IKK, diese konnte von den Versicherten nur per Internet oder Telefon erreicht werden.

## Gemeinsame Vertretung der Innungskrankenkassen
Die Bundesinnungskrankenkasse Gesundheit, Innungskrankenkasse Brandenburg und Berlin, IKK gesund plus, Innungskrankenkasse Niedersachsen, Innungskrankenkasse Nordrhein, Die nord- und mitteldeutsche IKK, IKK Thüringen und Vereinigte IKK gründeten am 12. März 2008 die Gemeinsame Vertretung der Innungskrankenkassen e. V. (IKK e. V.). Seit dem 1. Januar 2009 ist der IKK e. V. in der Hauptstadt für seine Mitgliedskassen aktiv. Die IKK Baden-Württemberg und Hessen und IKK Sachsen gründeten hingegen im Juni 2008 eine Arbeitsgemeinschaft und sind mit der Eingliederung 2010 in die IKK classic in den IKK e. V. integriert worden.
Mitglieder des IKK e. V.:
- Bundesinnungskrankenkasse Gesundheit
- IKK classic
- IKK – Die Innovationskasse
- IKK gesund plus
- IKK Südwest
- Innungskrankenkasse Brandenburg und Berlin

Ein Schwerpunkt der Tätigkeit des Vereins ist etwa die Beschäftigung mit Umsetzungsanforderungen im Sozialrecht, insbesondere des SGB V, sowie mit Gesetzgebungsverfahren. Darüber hinaus will der IKK e. V. zur fachlichen Diskussion anregen. Der Verein beschäftigt 15 Mitarbeiter.
Bis 2008 wurden die Interessen der Innungskrankenkassen durch den gemeinsamen IKK-Bundesverband mit Sitz in Bergisch Gladbach politisch vertreten und koordiniert. Im Rahmen der Gesundheitsreform 2007 wurden gemäß § 212 SGB V den Bundesverbänden zum 1. Juli 2008 die gesetzlichen Aufgaben entzogen und vom Gesetzgeber auf den neu gebildeten Spitzenverband Bund der Krankenkassen übertragen. Der IKK-Bundesverband verlor daher mit Wirkung ab 1. Januar 2009 den Status einer Körperschaft des öffentlichen Rechts und musste in eine Gesellschaft bürgerlichen Rechts umgewandelt werden. Im Unterschied zu zahlreichen Orts- und Betriebskrankenkassen gelang es den Innungskrankenkassen danach nicht, wieder eine gemeinsame Interessensvertretung aufzubauen. Dem IKK-Bundesverband GbR wurden keine Aufgaben übertragen, die vor betriebsbedingten Kündigungen bis 31. Dezember 2012 geschützten rund 260 Mitarbeiter wurden teilweise von der Anwesenheitspflicht am Arbeitsplatz freigestellt und sollen in neue Arbeitsverhältnisse vermittelt werden. Der IKK-Bundesverband befindet sich dementsprechend abschließend in Liquidation (i. L.).

## Zahlen und Fakten
Die Innungskrankenkassen vertreten 5,1 Millionen Versicherte (Stand: 2023). 